# 西港 (南達科他州)
西港（英語：Westport），是美国南达科他州下属的一座城市。根据2010年美国人口普查，该市有人口135人。论人口在本州排行第210。